# Rhinischia regimbarti
Rhinischia regimbarti är en insektsart som först beskrevs av Griffini 1898.  Rhinischia regimbarti ingår i släktet Rhinischia och familjen vårtbitare. Inga underarter finns listade i Catalogue of Life.